# Il proiezionista
Il proiezionista è un film del 1991, diretto da Andrej Končalovskij.
Racconta la storia dell'ufficiale del NKVD (chiamato anacronisticamente KGB nel film) Ivan Sanchin (Tom Hulce), proiezionista privato di Stalin tra il 1939 e il 1953 (anno di morte del dittatore). Il film è stato girato poco prima della caduta dell'Unione Sovietica.

## Trama
Il proiezionista Ivan Sanchin, che lavora al quartier generale del KGB (in realtà l'NKVD), viene convocato d'urgenza al Cremlino poco dopo il matrimonio con Anastasia. Diventerà il nuovo proiezionista privato di Stalin e della sua ristretta cerchia, tra cui il capo della sicurezza di Stato Lavrentij Berija.
Sanchin, che venera il dittatore come se fosse un dio, è molto emozionato e fiero per il suo nuovo lavoro che gli permette di restare sempre a contatto con il suo idolo e i dirigenti dello Stato. Nel frattempo i vicini di casa di Sanchin, i Gubelman, vengono arrestati e giustiziati con l'accusa di essere nemici del popolo: solo la piccola Katya è risparmiata. Anastasia, che è molto affezionata a Katya, è intenzionata ad adottare la bambina, ma scatena le ire di Ivan, timoroso di perdere il posto o, ancora peggio, di essere giustiziato. Anastasia decide di ignorare le preoccupazioni del marito e di rimanere almeno in contatto con la bambina, andandola a trovare all'orfanotrofio.
Nel 1941 Sanchin e la moglie sono costretti a seguire il terribile Berija e a trasferirsi per breve tempo negli Urali, a causa dell'invasione delle truppe tedesche. Anastasia viene trattenuta e sedotta da Berija, e diviene la sua amante. Rimandato a Mosca, Sanchin rimane per anni senza notizie di sua moglie. Dopo lungo tempo Anastasia, rimasta incinta, ritorna da Sanchin, che decide di riaccoglierla. Ma la donna, ormai psicologicamente distrutta, si toglie la vita.
Anni dopo la fine della guerra Katya, ormai diciassettenne, si rifà viva presso Ivan, che l'accoglie per onorare il grande affetto che per lei nutriva Anastasia, ma le loro strade si separano il giorno appresso. Solo nel 1953, durante i funerali di Stalin, i due si ritrovano e Ivan decide che d'ora in avanti si prenderà cura di Katya come di una figlia.

## Edizione italiana
L'edizione italiana del film è stata curata da Ricky Tognazzi per conto del Gruppo Trenta, ed è stata diretta da Renato Izzo.

## Accoglienza
Il proiezionista ha avuto una candidatura al Festival di Berlino del 1992 e una ai Nika Awards del 1993.